# Gilberto Squizzato
Gilberto Squizzato (Busto Arsizio, 12 novembre 1949) è un giornalista, regista e autore televisivo italiano.

## Biografia
Dal 1972 al 1976 dirige il periodico di politica e cultura Foglio 5, organo del dissenso cattolico della provincia di Varese. Dal 1969 fa il suo primo apprendistato sul set cinematografico, come assistente di Mario Amendola ne Il terribile ispettore. Successivamente è, in Spagna, assistente di José Luis Merino nel film L'arciere invincibile e per tre volte di Alberto Lattuada, nei film L'amica (1969), Bianco rosso e... (1972) e Sono stato io! (1973).
Di Carlo Lizzani è prima assistente in Mussolini, ultimo atto (1974) , poi aiutoregista in Storie di vita e malavita (1975) e in San Babila ore 20 (dove è anche fra gli attori protagonisti interpretando il ruolo di Alberto Brasili, studente ucciso dai giovani fascisti milanesi). È aiutoregista anche di Sergio Gobbi nel film Enphantasme (1977). Durante questo apprendistato sul set lavora accanto ad attori come Sophia Loren, Rod Steiger, Franco Nero, Lino Capolicchio, Giancarlo Giannini, Henry Fonda, Lisa Gastoni, Adriano Celentano, Janet Agren, Agostina Belli. Contemporaneamente all'esperienza cinematografica è studente di Lettere della Università Statale di Milano e segue da vicino le vicende del Movimento Studentesco. Si laurea nel 1973 con una tesi sul Surrealismo nell'opera di Bunuel. Nel 1975 viene eletto consigliere comunale a Busto Arsizio come indipendente nelle liste del PCI. Nel 1976 ottiene la cattedra di lettere e storia presso l'Istituto Tecnico Enrico dell'Acqua di Busto Arsizio, dove insegna fino al 1979, prima di entrare in Rai come giornalista, dopo aver vinto concorso pubblico per il ruolo di regista.

### Giornalismo
Assunto come giornalista, è redattore del Tg3 Lombardia e collabora ai TG nazionali fino al 1990, anche come autore di inchieste e speciali che gli valgono il Premio Donna, città di Roma e il Premio Perini, Milano. Nel 1986 è curatore dell'edizione milanese di Di tasca nostra con Bruno Ambrosi e Marco Volpati. Caposervizio e poi caporedattore per gli speciali del TG Rai di Milano, è curatore del rotocalco televisivo Europa dal 1992 al 1995.

### Regia televisiva
Già nel 1989 Angelo Guglielmi gli propone di collaborare come autore e regista con Rai 3, chiedendogli fondere le due esperienze, giornalistica e cinematografica, per sperimentare un nuovo tipo di linguaggio televisivo creando film/cronaca girati in diretta. È così che nascono le dodici puntate de I racconti del 113 (1989/90) che rappresentano la Rai alla Mostra della Tv di Bruxelles e La guerra dell'acqua rossa (1991), con cui partecipa al Film Festival di Helsinki e vince Il Premio Filmselezione a Venezia (presidente della giuria è Giuliano Montaldo). Nel 1995 torna a collaborare con Rai Tre, realizzando in Russia le cinque puntate del docufilm Pianeta Est che gli vale il Premio internazionale della Giuria al Festival delle Tv di Montecarlo. Del 1996 sono le otto puntate di Interset, con cui Squizzato indaga il mondo virtuale di Internet introducendo in Italia la formula della docuficion, che applica successivamente (1997) alle cinque parti della serie La frontiera nascosta e alle cinque di Così vicino così lontano (1998).
Dal 1999 lavora a una trilogia milanese, con la quale lancia la categoria filmica e il modello produttivo del real-movie, prima con le quattro puntate de I racconti di Quarto Oggiaro, che gli valgono il Premio Internazionale Flaiano per la fiction. Nel 2000 crea le quattro parti di Atlantis e nel 2002 la miniserie La città infinita, in quattro puntate, che chiude la trilogia. Con questi lavori viene invitato al Prix Futura Berlino, alla Mostra del cinema per la Tv di Venezia e a Cinema Tout Ecran di Ginevra.
Da una coproduzione Rai-RSI (Televisione svizzera) nasce nel 2003 Il tunnel, fiction in tre puntate sulla tragedia del rogo del Gottardo. Nel 2004 Squizzato scrive e gira per Rai 3 L'uomo dell'argine, un film di quattro ore sulla vita di don Primo Mazzolari. Nel 2005 realizza Suor Jo, un giallo “dal vero” per Rai 3, scritto con Giuseppe Genna.

### Università
Dal 2007 al 2011 Gilberto Squizzato insegna linguaggio audiovisivo al Master di Giornalismo dell'Università Statale di Milano. Dal 2008 insegna sceneggiatura e regia della fiction al Centro sperimentale di cinematografia, sezione di Milano.

## Opere
- La mania di non morire, poesie, edizioni Freeman, 1970, premio San Benedetto
- I linguaggi dell'uomo, antologia scolastica (3 volumi), Le Stelle, 1976 (con Gianni Paganini e Carlo Magni)
- Il cantiere della storia, corso di storia per la scuola media (3 volumi), Fabbri Bompiani, 1980 (con Gianni Paganini e Carlo Magni)
- La TV che non c'è (come e perché riformare la RAI), saggio, Minimum Fax, 2010
- Il miracolo superfluo (perché possiamo essere cristiani), Gabrielli Editori, 2010
- Libera Chiesa (storie di cristiani che non hanno mai amato il potere), Minimum Fax, 2012
- Il dio che non è "Dio", Gabrielli editori, 2013
- Se il cielo adesso è vuoto, Gabrielli editori, 2018
- Sussurri e grida. Salmi laici e cristiani per il nostro tempo, Gabrielli editori, 2021